# 代々木派
代々木派（よよぎは）は、主に1960年代から1970年代の日本の政治分野で使用された呼称で、日本共産党やその執行部を指す。対比語は反代々木派（はんよよぎは）で、主に日本の新左翼などを指す。

## 概要
「代々木派」という呼称の由来は、日本共産党の党本部（中央委員会）の最寄り駅が代々木駅であるためである。ただし党本部の住所は「代々木」ではなく隣接する千駄ヶ谷である。
この呼称には、日本共産党が「日本を代表する共産主義政党」では無く、「単なる一派」である、とのニュアンスが含まれており、主に日本共産党と対立関係にある他の共産主義党派または共産主義者によって使用される場合が多い。例えば日本共産党を除名された中野重治らは、対立党派の「日本共産党（日本のこえ）」を設立し、日本共産党を「日本共産党（代々木派）」と表記して区別し批判した。類似の呼称には、各時代の党首名を使用した「宮本派」「不破派」「志位派」などもある。
また「反代々木派」は、主に共産主義者の間で、日本共産党またはその執行部に反対する勢力を指す呼称であり、日本の新左翼などを指す。なお、日本共産党側から「反代々木派」への批判的な呼称には「トロツキスト」、「ニセ左翼集団」、「ニセ「左翼」暴力集団」などがある。
類似用語に「代々木系」や「反代々木系」があり、特に日本共産党系と反日本共産党系の全学連などの学生運動を区別するために、マスコミや警察白書などで使用された。この場合は、日本共産党の関連組織である日本民主青年同盟系は「代々木系」、新左翼系は「反代々木系」と呼ばれた。